# Sainte Lance

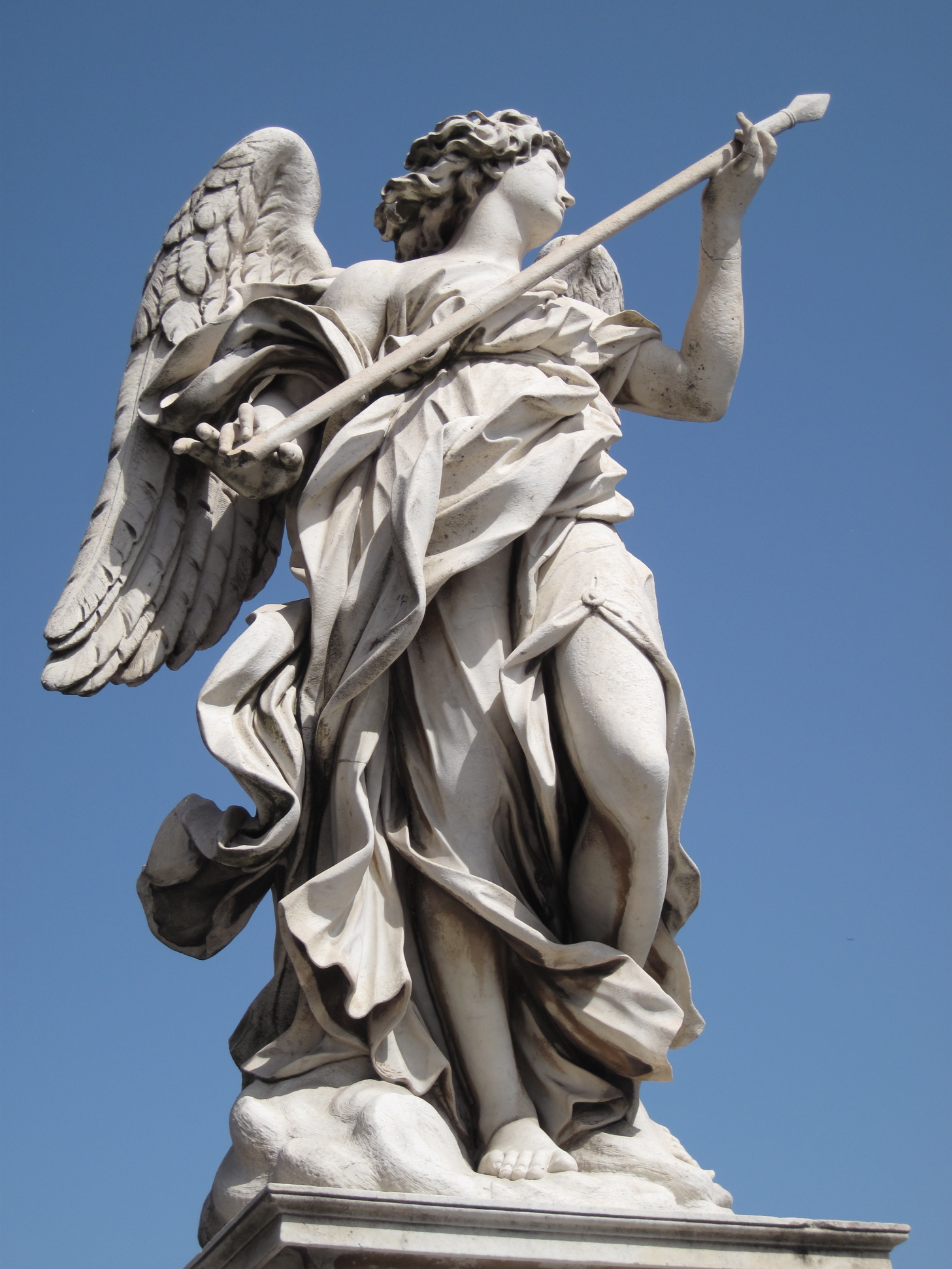
Ange à la Lance, Domenico Guidi, pont Saint-Ange, Rome.

La Sainte Lance (ou « lance de Longin (Longinus) ») est l’une des reliques de la Passion du Christ. Elle est considérée comme étant l’arme qui aurait percé le flanc droit de Jésus lors de sa Crucifixion.

## Présentation
La vénération de cette relique est mentionnée pour la première fois au VIe siècle, à Jérusalem. Elle fut transférée à Constantinople au début du VIIe siècle et, à partir du Xe siècle, fit partie des Reliques de la Passion conservées par les empereurs byzantins dans leur chapelle palatine, l’église de la Vierge Théotokos du Phare. La détention de cette collection de reliques faisait de Constantinople la nouvelle Jérusalem et de l’empereur le chef légitime de la chrétienté.
Cette relique prit une importance particulière à partir de la première croisade, ce qui entraîna sa multiplication au XIIIe siècle après le sac de Constantinople et le déclin de l’Empire byzantin. En 1098, les croisés qui contestaient déjà les droits de l’empereur sur la Terre sainte en découvrirent une autre à Antioche, mais elle disparut peu après. Cette découverte rendit toutefois la Sainte Lance fameuse en Occident : Turold la mentionne dans la Chanson de Roland, et Chrétien de Troyes associe une « lance sanglante » au Saint Graal dans Perceval. En 1244, le roi de France Louis IX achète les Reliques de la Passion de Constantinople, dont la pointe de la Sainte Lance brisée, et les transfère à la Sainte-Chapelle, à Paris. Peu auparavant l’empereur germanique fit considérer comme « Sainte Lance » la lance de Saint Maurice, conservée à Magdebourg, qui faisait partie depuis le Xe siècle des attributs impériaux. À la même époque, les Arméniens déclarent posséder la Sainte Lance au monastère Geghardavank près d’Erevan. À Constantinople, les derniers empereurs byzantins possèdent toujours le corps de la Sainte Lance dont un fragment est à Paris.
En 1492, le sultan ottoman Bajazed offre la relique de Constantinople au pape Innocent VIII. Celle de Paris disparaît pendant la Révolution française. Celles du Vatican et d’Arménie sont aujourd’hui conservées respectivement à Saint-Pierre de Rome et au musée Manougian d’Etchmiadzin. Après bien des péripéties, celle des empereurs germaniques est aujourd’hui conservée au palais du Hofburg, à Vienne. Cette dernière est devenue, depuis la Seconde Guerre mondiale, un sujet de fascination dans la culture populaire anglo-saxonne.

## La Sainte Lance dans la tradition chrétienne

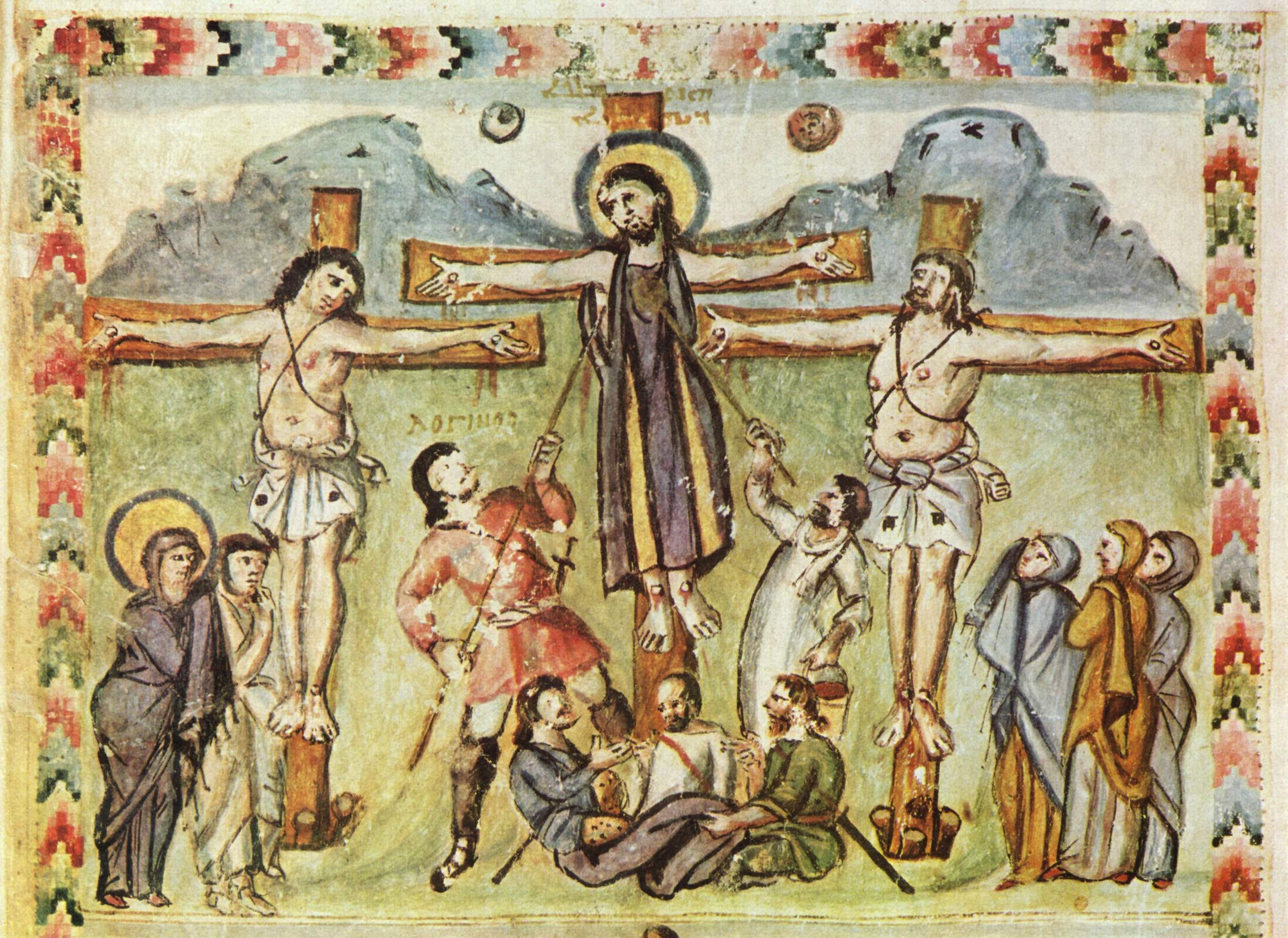
Enluminure de l’Évangéliaire syriaque de Rabula (586).

Ce supplice étant fréquent de la part des autorités romaines durant l'Antiquité, les détails de l'exécution et l'ensevelissement de Jésus sont relatés par les seuls évangiles et ont, dès l'Âge apostolique, revêtu une riche signification théologique.
La transfixion (transpercement par un coup de lance) n’est pas mentionnée dans les Évangiles synoptiques (Matthieu, Marc et Luc), qui, pour leur part, insistent sur d'autres détails de l'événement de la Crucifixion de Jésus-Christ. Seul l’Évangile selon Jean (19, 33-35) précise que : « S’étant approchés de Jésus, et le voyant déjà mort, ils ne lui rompirent pas les jambes ; mais un des soldats lui perça le côté avec une lance, et aussitôt il en sortit du sang et de l’eau. Celui qui l’a vu en a rendu témoignage, et son témoignage est vrai ; et il sait qu’il dit vrai, afin que vous croyiez aussi. » (trad. Louis Segond). Indépendamment du fait matériel, l'évangéliste Jean y a perçu un caractère théologique, voyant dans le sang et l'« eau » le symbole du vin (mêlé d'eau) du sacrifice eucharistique, et en même temps un caractère prophétique, l'auteur, ainsi que toute l'Église après lui, y reconnaissant l'accomplissement de la vision du prophète Zacharie.
Une tradition chrétienne veut que le soldat romain qui a percé le flanc du Christ sur la Croix à l’aide de sa lance (lance de la Passion appelée en latin dominica hasta ou sacra hasta) se nomme Longinus (en français Longin), d’où le nom latin de la relique : Lancea Longini.

## Les développements légendaires postérieurs à travers le temps
La tradition veut que cette lance ne cesse jamais de saigner à sa pointe. Le détenteur de cette lance est le même que celui du Graal dans les légendes arthuriennes. Le nom de Longin n’apparaît qu’avec l’Évangile de Nicodème, un apocryphe du IVe siècle. Une enluminure des Évangiles de Rabula (en syriaque) copiés en 586, et conservés à la bibliothèque Laurentienne de Florence, représente le soldat romain perçant le flanc du Christ, avec la légende (en grec) ΛOΓINOC (Loginos). Par la suite, c’est ainsi qu’on nomme traditionnellement ce soldat, et il monte en grade puisqu’on en fait souvent le centurion qui commandait la garde au pied de la Croix et qui, selon Matthieu (27, 54) se serait converti juste après la mort du Christ. Une légende populaire ancienne voulait qu'en perçant la poitrine du Christ, Longin, à moitié aveugle, ait reçu une goutte du sang et de l’eau du cœur percé, et qu'il en ait instantanément recouvré la vue.
Selon une tradition locale, la ville catalane de Llança (« Lance »), qui arbore trois lances dans son blason, prétend que Longin était originaire de ce lieu. Dans les vitraux de la cathédrale de Metz, Jacques Villon a représenté la lance de manière qu'elle traverse également le spectateur en réalisant une perspective qui relie le point de vue au point de fuite.
Au cours de l’invention de la Vraie Croix (invention au sens propre, c'est-à-dire redécouverte) près du Saint-Sépulcre par sainte Hélène en 326, la mère de l'empereur Constantin recueille d'autres reliques de la Passion, dont les clous et la lance utilisés lors de la Crucifixion. Ce récit d’inventio (invention au sens de découverte, mise au jour) pourrait être en partie légendaire, car à partir des années 350, l'Anonyme de Bordeaux qui raconte un pèlerinage à Jérusalem en l'an 333 ne mentionne pas ces découvertes. Ce récit légendaire peut avoir été élaboré comme une réponse aux questions des pèlerins qui s'interrogeaient sur l'origine de la présence des reliques de la Passion à Jérusalem mais peut s'interpréter aussi comme une compétition entre les diocèses de Césarée et de Jérusalem qui revendiquent la primauté de l'Église dans la province palestinienne. La découverte et la détention de reliques, même fausses, à Jérusalem légitime alors la primauté de cette dernière.
La lance est conservée selon les traditions, et est vénérée à Jérusalem au VIe siècle.

## Revendications successives et concurrentes concernant la relique de la Sainte Lance

### La Sainte Lance de Jérusalem
Aucun document ne mentionne cette relique avant le VIe siècle. Le pèlerin Antonin de Plaisance qui décrit les lieux saints en 570 rapporte avoir vu à la basilique du mont Sion à Jérusalem « la couronne d’épines dont Notre Seigneur fut couronné et la lance avec laquelle il fut frappé au côté ». Un autre document de la même époque mentionne la présence de la Lance dans la basilique de la Résurrection (Saint-Sépulcre). D’autres auteurs comme Cassiodore ou encore Grégoire de Tours évoquent la présence à Jérusalem de cette Lance, mais sans l’avoir eux-mêmes vue.

#### Le fragment de Paris
Selon le Chronicon Paschale, en 615, année de la prise de Jérusalem par les Perses, la pointe de la Sainte Lance fut brisée et remise au patrice Nicétas, qui la rapporta en même temps que la Sainte Éponge à Constantinople et la déposa dans l’église Sainte-Sophie le 26 octobre 615. Selon l'historien Walter Emil Kaegi, qui se base également sur le Chronicon Paschale, mais en utilisant une autre datation, la Sainte Lance fut apportée à Constantinople par un autre Nikétas, fils du général perse Schahr-Barâz, en 629, lorsque les Byzantins et Schahr-Barâz étaient alliés. Après avoir échappé au sac de Constantinople en 1204, cette pointe fut revendue en 1244 par Baudouin II, empereur latin de Constantinople, à Louis IX et transportée à Paris. Le roi la déposa dans la Sainte-Chapelle à côté de la Couronne d’Épines. Elle y serait restée jusqu’à la Révolution et aurait été brièvement déposée à la Bibliothèque nationale de Paris avant de disparaître.

#### La Sainte Lance de Saint-Pierre de Rome
En 1357, Jean de Mandeville assura avoir vu la Sainte Lance à Paris et à Constantinople, cette dernière plus grande que le fragment de Paris : il s’agissait de la partie inférieure de la relique.
En effet, si, comme on l’a vu, les Perses avaient remis la pointe de la lance au patrice Nicétas en 615, ils avaient emporté les principales reliques (dont la Vraie Croix) en Iran, et c’est l’empereur Héraclius qui les récupéra lors d’une contre-offensive victorieuse. Il les rapporta à Jérusalem. Mais plus tard, cette partie inférieure de la Sainte Lance de Jérusalem dut être transférée à Constantinople, peut-être au VIIIe siècle. C’est ainsi qu’elle y est toujours signalée au XIVe siècle.
Après la prise de la ville en 1453, elle tomba aux mains des Turcs. En 1489, le pape Innocent VIII passa alors un accord avec le sultan Beyazid II : le pape garderait prisonnier à Rome le prince Djem, jeune frère et rival du sultan, en échange d’une rançon annuelle payée par les Turcs et de l'envoi de la Sainte Lance à Rome. C’est ainsi que la relique parvint au port d'Ancône, et de là à Rome, le 31 mai 1492, au terme d'une marche triomphale de ville en ville. À l'entrée de la Ville éternelle, le pape Innocent VIII la vénéra et la tint dans ses mains en procession solennelle, porté sur la sedia gestatoria jusqu'à la basilique Saint-Pierre où elle est depuis gardée, événement immortalisé par une fresque située dans les Grottes vaticanes. Cet événement fut marquant au point qu'Antonio Pollaiuolo, dans le tombeau en bronze d'Innocent VIII qu'il sculpta l'année suivante, dans la basilique Saint-Pierre, représenta le pape en trône tenant en sa main la Sainte Lance.
Au début du XVIIe siècle, Urbain VIII fit aménager par Le Bernin quatre loggias dans les quatre piliers soutenant le dôme de la basilique, pour y placer les quatre plus importantes reliques de Saint-Pierre de Rome :
- des fragments de la Vraie Croix, provenant des églises romaines Sainte-Croix de Jérusalem et Sainte-Anastasie, dans le Pilier de sainte Hélène ;
- le Volto Santo (Sainte Face), linge portant l’image d’un homme barbu (provenant de Jérusalem) dans le Pilier de sainte Véronique ;
- le crâne de Saint André rapporté de Constantinople à Venise en 1460 par Thomas Paléologue et offert à Pie II, dans le Pilier de saint André ;
- enfin, le fragment de la Lance dans le Pilier de saint Longin.

Deux statues visibles dans la basilique représentent cette Sainte Lance : la statue en bronze du tombeau d’Innocent VIII, par Antonio Pollaiuolo, représentant ce pape tenant le fer de la Sainte Lance, et une statue en marbre de saint Longin par le Bernin.
Au XVIIIe siècle, le pape Benoît XIV déclara avoir fait réaliser un dessin précis de la pointe de lance parisienne, dont la forme complétait parfaitement le fragment de Saint-Pierre de Rome. Les trois reliques christiques (Vraie Croix, Sainte Face et Sainte Lance) sont aujourd’hui rassemblées dans la chapelle du Pilier de Sainte Véronique, et sont exposées aux fidèles le cinquième dimanche de Carême. Toutefois, l’Église catholique romaine ne tranche ni pour ni contre l’authenticité de ces reliques et permet qu'elles soient exposées, à dates précises, à la vénération des fidèles.

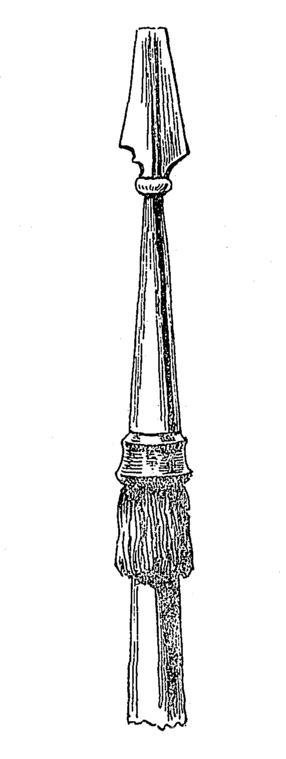
La Sainte Lance de Rome (dessin de 1898, d'après F. de Mély).
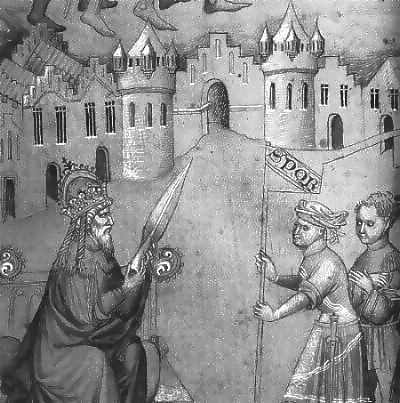
L’empereur de Constantinople tenant la Sainte Lance (enluminure des Voyages de Jean de Mandeville).
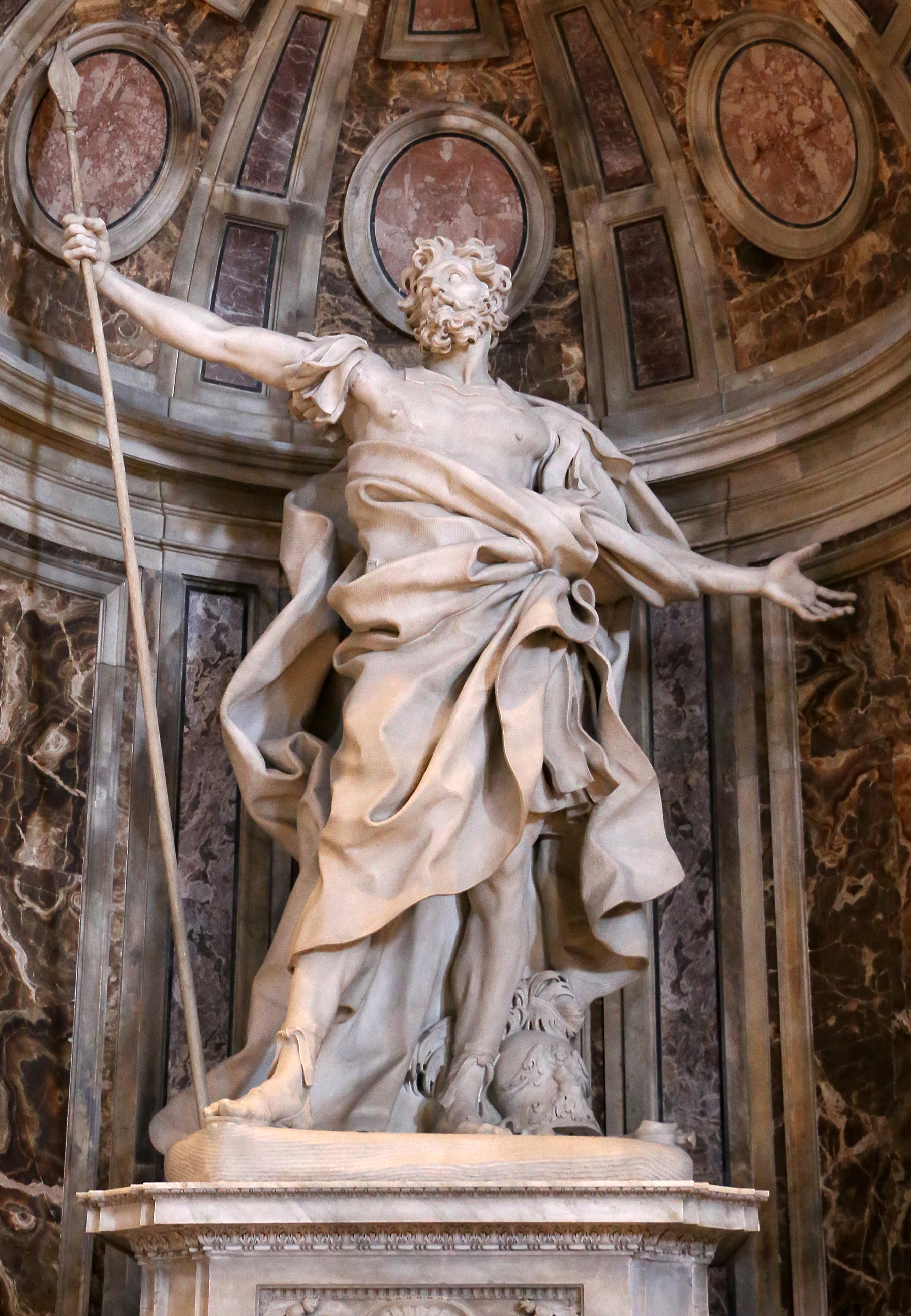
Statue colossale de saint Longin tenant la Sainte Lance, par Le Bernin (Rome, basilique Saint-Pierre).

### La Sainte Lance d’Antioche

#### Un miracle en 1098
Elle aurait été découverte à Antioche par un moine provençal du nom de Pierre Barthélémy qui faisait partie de l’armée de Raymond de Saint-Gilles, comte de Toulouse. En 1098, après que les croisés se furent emparés de la ville d’Antioche, ils se retrouvèrent à leur tour assiégés par les Turcs Seldjoukides de Kerbogha. Durant le siège, alors que les troupes étaient épuisées, affamées et démotivées, Pierre Barthélémy vint trouver le Comte de Toulouse, l'évêque du Puy et Pierre-Raymond de Hautpoul et leur assura avoir eu une vision dans la rue : saint André lui aurait révélé que la Sainte Lance était enterrée dans la cathédrale Saint-Pierre d’Antioche. 12 terrassiers creusèrent sous le dallage de la cathédrale pendant toute une journée et, au soir, Pierre descendit dans la fouille et découvrit la Sainte Lance. Après cette découverte, saint André promit à Pierre Barthélémy la victoire pour les croisés si ces derniers jeûnaient durant cinq jours.
La découverte miraculeuse, et si opportune, ne fit pourtant pas l’unanimité chez les croisés. Plusieurs seigneurs et prélats, notamment Bohémond de Tarente et Adhémar de Monteil, évêque du Puy-en-Velay et légat du pape, avaient en effet déjà vu la Sainte Lance (celle de Jérusalem) à Constantinople, et restaient pour le moins sceptiques. La possibilité d’une mystification de la part de Pierre Barthélémy n’est pas non plus à écarter. Toutefois, elle remit du baume au cœur des troupes dont le moral était au plus bas, alors même que les dissensions gagnaient les rangs de l’armée musulmane qui assiégeait la ville. Alors que Bohémond envoyait Pierre l'Ermite en pourparlers avec l’Atabey Kerbogha, les forces franques s’organisèrent et les croisés, avec Raymond d'Aguilers portant la Sainte Lance, réussirent après un combat difficile, à mettre en déroute l’armée musulmane et faire lever le siège d'Antioche.
Cette victoire est aussi due au départ de certains émirs de l’armée à la suite des disputes précitées, qui ne laissèrent que peu de résistances à la contre-attaque des croisés.

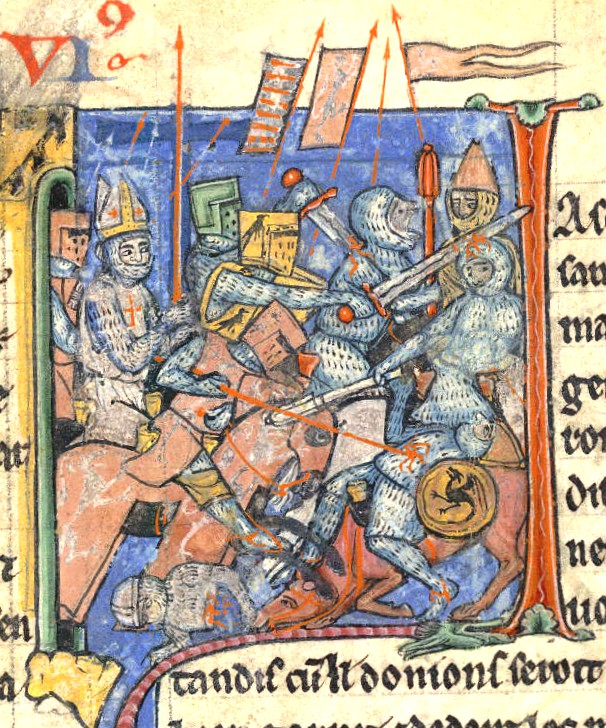
Adhémar de Monteil tenant la Sainte Lance d’Antioche lors de la sortie contre les Turcs. Enluminure médiévale.
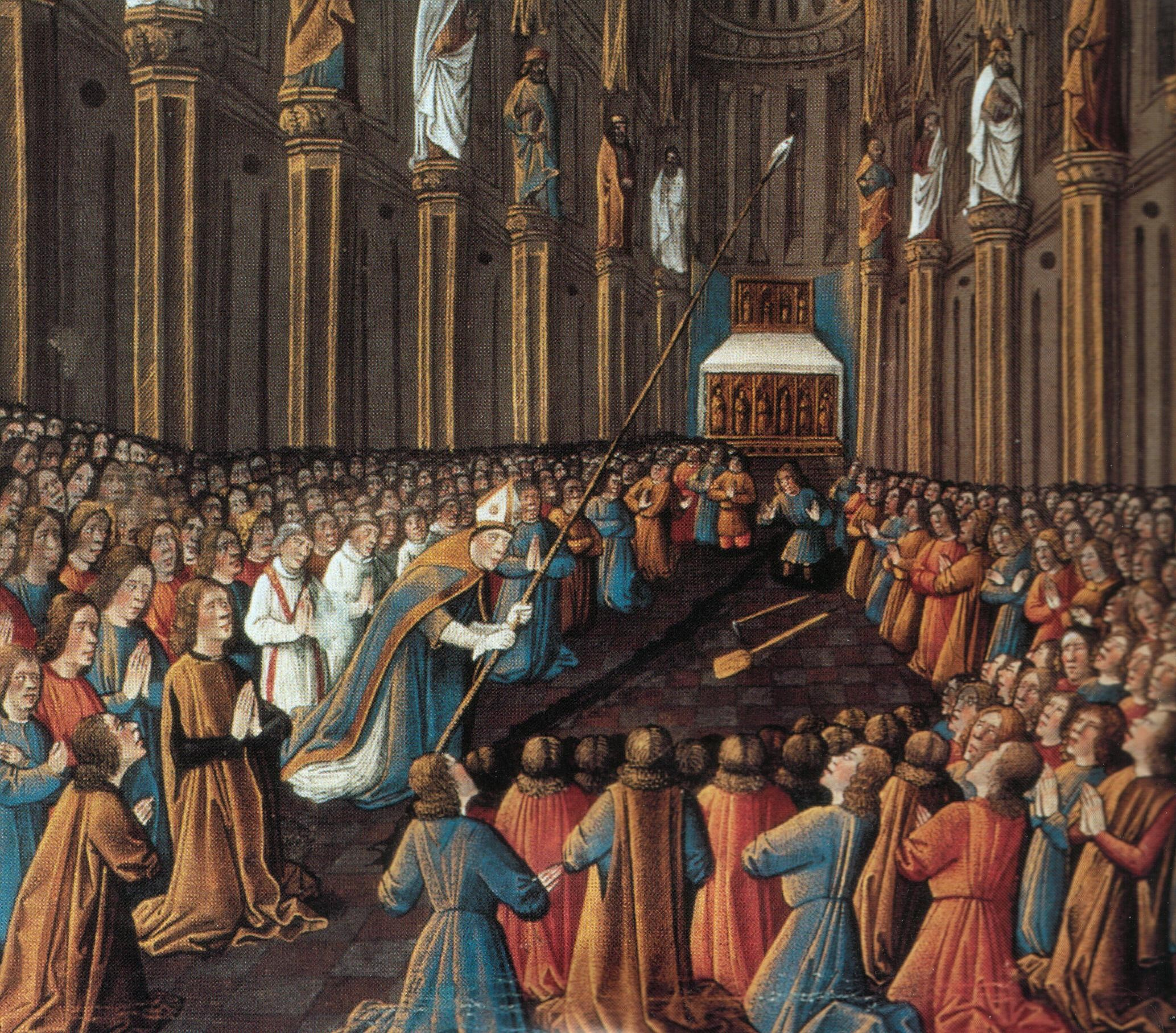
Découverte de la Sainte Lance. Miniature de Jean Colombe tirée des Passages d'outremer de Sébastien Mamerot, vers 1474. BNF, Fr.5 594, f67v.
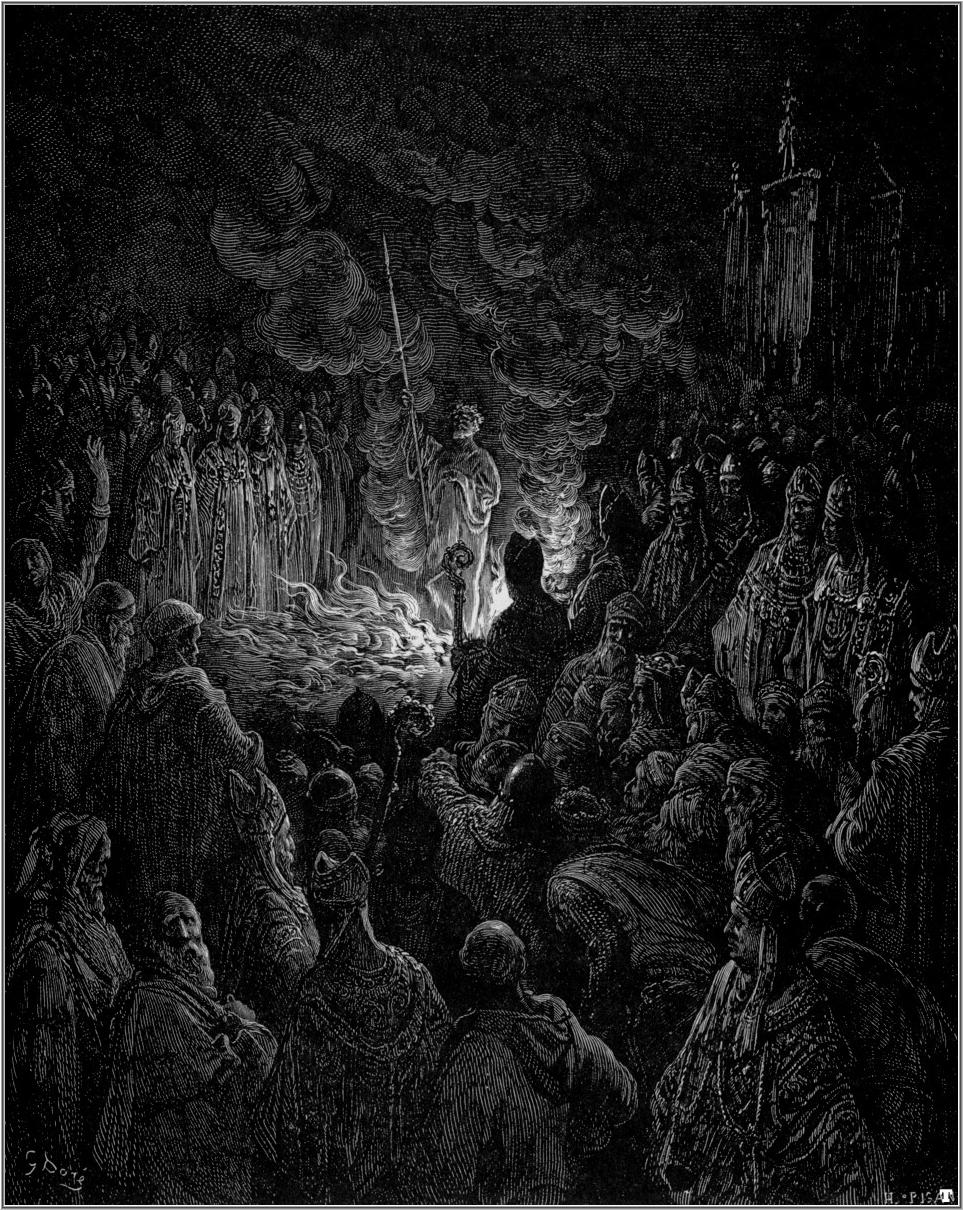
Pierre Barthélémy passant l'épreuve du feu avec la Sainte Lance. Gravure de Gustave Doré.

#### Une relique contestée puis oubliée
Malgré cette éclatante victoire qui assurait à elle seule le succès de l’expédition, la prétendue Sainte Lance d’Antioche n’avait toujours pas convaincu tous les croisés, en raison des rivalités qui opposaient les principaux chefs comme Raymond de Saint-Gilles et Bohémond de Tarente. On soupçonnait Pierre Barthélémy d’être plus manipulé par Raymond qu’inspiré par saint André, et d’avoir des visions qui favorisaient un peu trop les intérêts du comte de Toulouse. Pour convaincre tout le monde, Pierre Barthélémy accepta de se soumettre à l’ordalie : portant la Sainte Lance, il traverserait un brasier devant toute l’armée réunie. Ce fut fait le Vendredi saint 8 avril 1099. Pierre ressortit vivant malgré de graves brûlures, et faillit périr étouffé et dépecé vivant par la foule qui le regarda comme un saint et se jeta sur lui pour prélever des reliques. Quelques jours plus tard, Pierre mourut des suites de ses brûlures : pour la plupart des Francs la question de la lance était résolue, ce n’était pas la Sainte Lance du Seigneur.
Les seuls désormais qui y croyaient encore étaient les Provençaux de Raymond de Saint-Gilles, tandis que les chroniqueurs de la croisade n’évoquent plus cette relique à propos de la prise de Jérusalem le vendredi 17 juillet 1099, ni plus tard. Si les Occidentaux n’en parlent plus, c’est dans la chronique de Mathieu d'Édesse que l’on trouve ce qu’il en advint : Raymond de Saint-Gilles l’avait emportée en Europe après la prise de Jérusalem, au grand scandale de tous, et l’aurait rapportée en Orient quand il revint en 1101 à Constantinople dans le dessein d’attaquer Tripoli. Mais il fut défait par les Turcs près de Nicée et, selon le chroniqueur génois Caffaro di Rustico da Caschifellone, la relique fut alors perdue. On ne sait plus, désormais, ce qu’est devenue la Sainte Lance d’Antioche : conservée à Constantinople, ou bien prise par les Turcs, voire récupérée plus tard par les croisés puisque, selon Anselme de Gembloux, la Sainte Lance aurait été portée par Pons de Melgueil abbé de Cluny à la bataille d’Ascalon le 18 avril 1124.

### LeGeghardd’Etchmiadzin (Arménie)

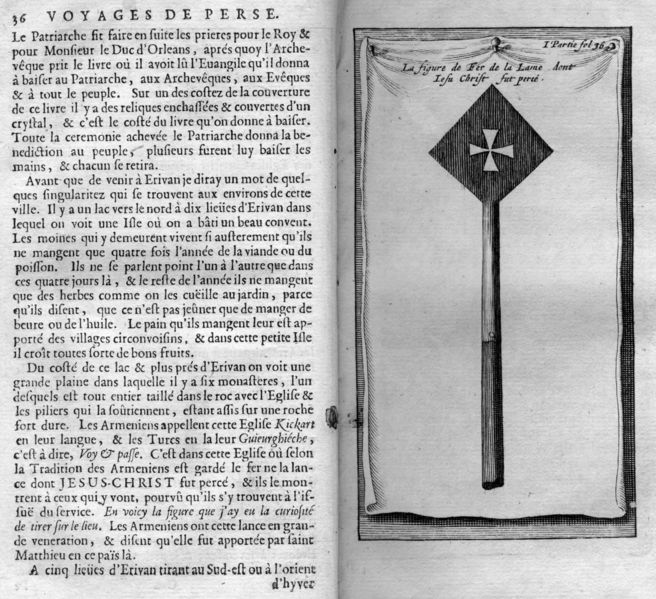
En 1655, le voyageur français Jean-Baptiste Tavernier est le premier Occidental à signaler cette relique en Arménie.

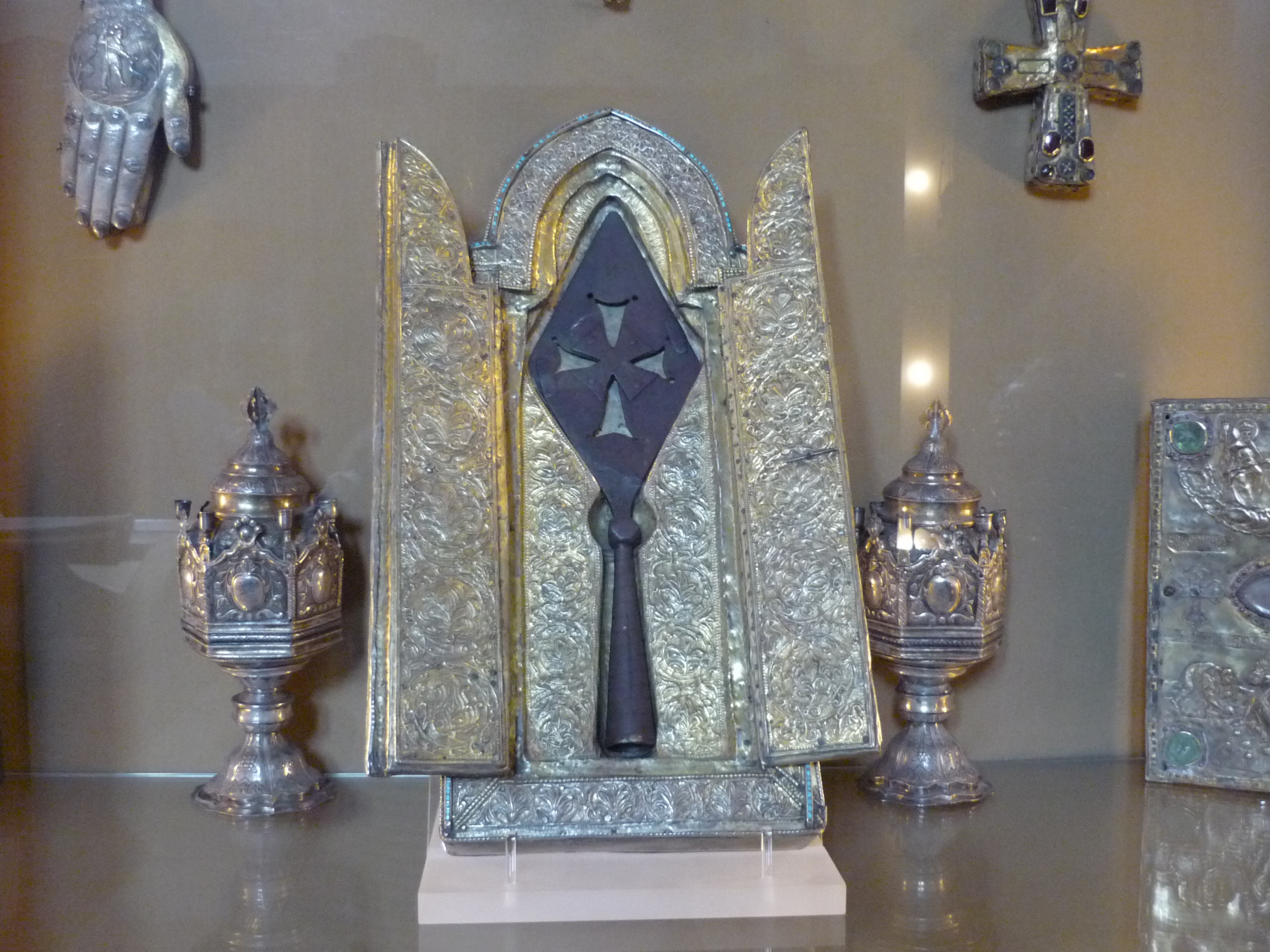
La Sainte Lance d’Etchmiadzin.

Une Sainte Lance (en arménien Geghard) est aujourd’hui exposée à Etchmiadzin, capitale religieuse de l’Arménie. La première source qui la mentionne est un texte du XIIIe siècle reproduit dans un manuscrit arménien, texte intitulé Les saintes reliques de Notre Seigneur Jésus Christ. Selon ce texte, la lance dont Jésus fut transpercé aurait été apportée en Arménie par l’apôtre Thadée. Le manuscrit ne précise pas où précisément elle est conservée, mais donne de la Sainte Lance une description qui correspond exactement au Geghard du monastère qui porte, depuis le XIIIe siècle justement, le nom de Geghardavank (monastère de la Sainte Lance).
C’est là qu’en 1655 le voyageur français Jean-Baptiste Tavernier en fait un croquis assez approximatif. En 1805, les Russes prirent le monastère et le prince Tchitchanov transféra le Geghard à Tbilissi (Géorgie). Elle revint plus tard en Arménie à Etchmiadzin, où elle se trouve toujours, visible au musée Manougian, enchâssée dans un reliquaire du XVIIe siècle.
Cette Lance d’Etchmiadzin n’a jamais été une arme. C’est plutôt la pointe d’une enseigne, peut-être byzantine, avec un fer en forme de losange ajouré d’une croix grecque. S’agit-il de la Sainte Lance d’Antioche découverte par Pierre Barthélemy ? C’est pour certains une hypothèse : la relique des croisés disparaît des chroniques un siècle avant que le Geghard apparaisse dans les sources arméniennes.

### La Sainte Lance de Smyrne (Izmir, Turquie)
Une Sainte Lance, presque identique à celle d’Etchmiadzin, fut apportée en 1718 par les pères dominicains d’Arménie à Izmir, où étaient venus se réfugier les catholiques arméniens fuyant l’occupation perse. Elle est toujours conservée par les dominicains d’Izmir.

### La Sainte Lance du Saint-Empire romain germanique

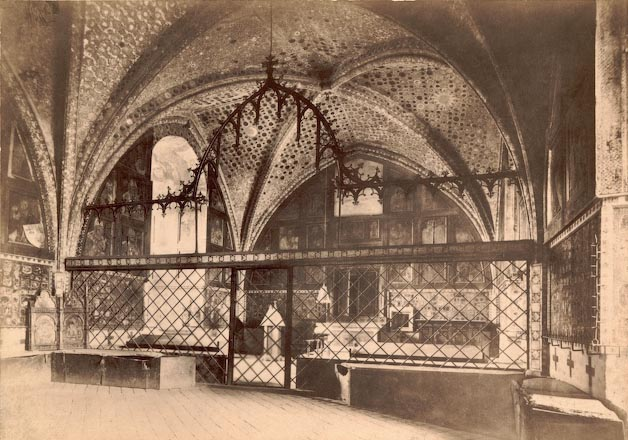
Chapelle de la Sainte-Croix du château de Karlštejn (1878).

La première description de cette lance se trouve dans l’Antapodosis de Liutprand de Crémone au Xe siècle. Luitprand ne la présente pas comme une relique, et en retrace l’histoire : en 921 ou 922 le comte Samson, avec d’autres seigneurs italiens, a fait appel à Rodolphe II de Bourgogne pour qu’il prenne le royaume d’Italie et en chasse l’empereur Bérenger Ier de Frioul. À cette occasion, Samson remet à Rodolphe la Lance. Selon Liutprand, le roi allemand Henri l’Oiseleur désirait l’avoir et menaça Rodolphe II d’envahir ses États. Rodolphe céda et Henri lui fit de riches présents, entre autres une grande partie de la Souabe.

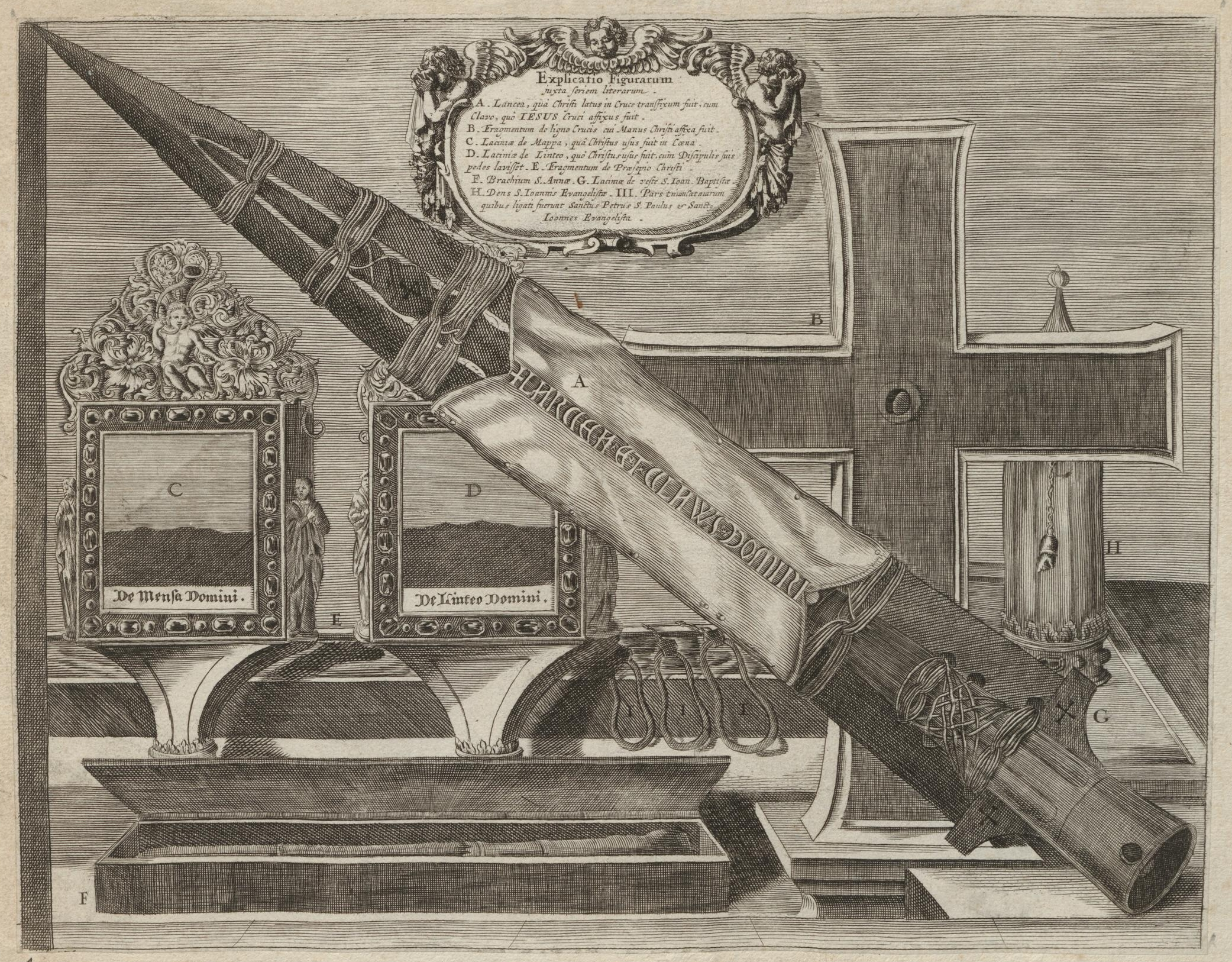
« Reproduction du grand Sanctuaire à Nuremberg » avec la Sainte Lance.

Elle passa ensuite aux divers empereurs du Saint-Empire romain germanique qui la firent transférer à la cathédrale de Magdebourg, fondation d’Otton le Grand. Connue sous le nom de lancea sacra imperialis, elle devint le symbole de leur investiture et du transfert de pouvoir. Elle fut intégrée au rituel de leur sacre. On considérait à l’époque que cette lance avait été forgée avec un clou de la Passion. L’empereur Conrad (1027-1039) fit confectionner un reliquaire d’or en forme de croix gemmée pour y loger la Lance et un morceau du bois de la Vraie Croix (ce reliquaire est toujours à Vienne). L’empereur Henri IV (1050-1106) fit placer sur la lance la feuille d’argent qui désignait cette relique comme clou de la Passion fixé à la Lance de saint Maurice (saint Maurice, légionnaire romain originaire de Thébaïde (Égypte) mort en martyr à la fin du IIIe siècle, saint patron du Saint-Empire romain germanique depuis Henri IV). Il n’est pas encore question, à l’époque, de Sainte Lance.
C’est dans le premier tiers du XIIIe siècle qu’un document pontifical désigne cette lance comme une double relique (lance de Longin + clou de la Passion), et cette identification est admise dans tout l’Empire au XIVe siècle. Ces souverains font de la lance un instrument de la sacralisation de leur pouvoir et en tant que successeurs du Saint-Empire romain, ils sont à l'origine de la tradition de la Sainte Lance en possession d'Alaric Ier ou de Charlemagne (enchâssée dans le pommeau de son épée Joyeuse ou arborée comme étendard à la tête des bataillons) qui aurait remporté 47 victoires grâce à elle. En 1350, l’empereur Charles IV la transfère dans la chapelle de la Sainte-Croix du château de Karlštejn (cette chapelle renferme des reliques insignes, un fragment de la Vraie Croix, un clou et un morceau de lance), et obtient du pape Innocent VI le droit de faire célébrer dans tout son empire une Fête de la Sainte Lance. C’est Charles IV qui vers 1350 fait placer la manchette dorée (feuille d’or faisant office de fourreau) identifiant la relique comme « Lance et Clou du Seigneur ». La lance fut ensuite transférée à Nuremberg à partir de 1424, par ordre de l’empereur Sigismond qui déclara : « C’est la volonté de Dieu que la couronne, le globe, le sceptre, la croix, l’épée et la lance du Saint-Empire romain ne quittent jamais le sol de la Patrie ». Cette collection est appelée Reichskleinodien ou « regalia impériaux ».
En 1796, à l’approche des troupes françaises qui menaçaient Nuremberg, le Conseil de la ville fit mettre les bijoux impériaux (Reichskleinodien) à l’abri à Ratisbonne, puis, en 1800, à Vienne. La menace française s’approchant de Vienne, on les confia à un certain baron von Hügel jusqu’à ce que leur sécurité pût être assurée. Après la dissolution du Saint-Empire en 1806, von Hügel profita du flou juridique pour revendre les Reichskleinodien à l’empereur d’Autriche, qui refusa de les restituer plus tard à la ville de Nuremberg. Ils restèrent donc à Vienne comme propriété des Habsbourg puis, après la révolution de 1918, de l’État autrichien.

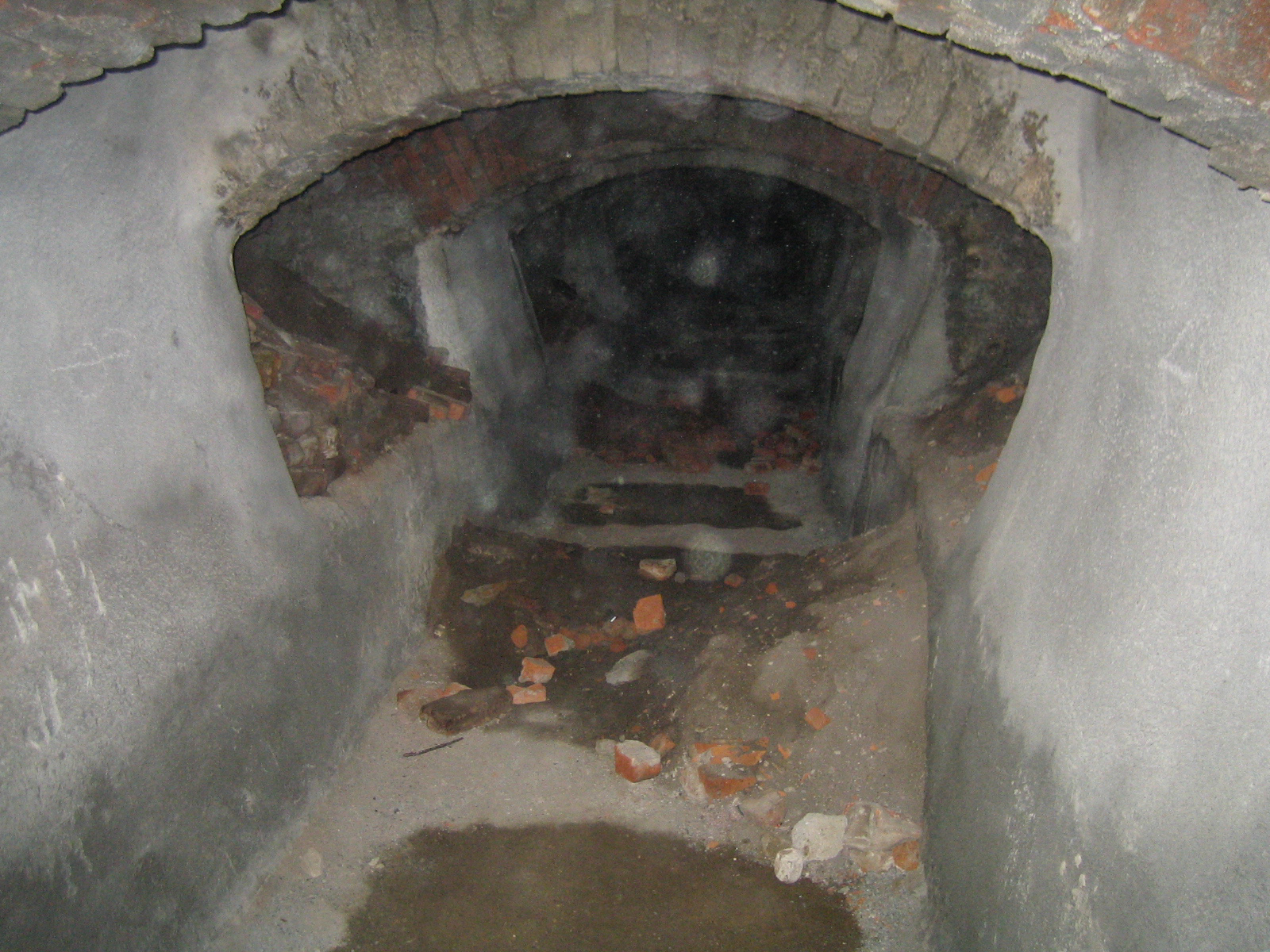
Paniersbunker sous Paniersplatz à Nuremberg.

Après l’annexion de l’Autriche par l'Allemagne nazie, du 12 mars 1938, Adolf Hitler les fit rapporter trois jours après, dans un train spécial à Nuremberg. Quand les alliés bombardèrent la ville de Nuremberg, Hitler ordonna en 1944, que la lance fût cachée dans un coffre-fort spécial, dissimulé dans la crypte du temple nazi, où elle était conservée puis dans l'Historischer Kunstbunker (en) sous le château de Nuremberg. Le trésor fut déplacé le 31 mars 1945, et emmuré dans le Paniersbunker, où il sera découvert et saisi, le 7 août 1945 (et non le 30 avril 1945, quelques heures avant le suicide d'Hitler), par un enquêteur spécialisé en œuvres d'art, le lieutenant Walter Horn. Il en prendra officiellement possession, au nom du gouvernement américain, dans un rapport adressé au quartier général, daté du 14 août 1945. Les Reichskleinodien, comprenant la Sainte Lance, furent restitués officiellement à l’État autrichien, par un autre enquêteur des Monuments Men, le colonel Andrew Carnduff Ritchie, le 4 janvier 1946. Les joyaux impériaux sont aujourd’hui conservés au palais de la Hofburg à Vienne, où l’ensemble est visible dans la Chambre du Trésor (Schatzkammer).
La Sainte Lance est recouverte d’une feuille d’argent et d’une feuille d’or. On peut lire, sur la feuille d’argent, l’inscription datable de 1084 : « clavvus + heinricvs d(ei) gr(ati)a tercivs romano(rum) imperator avg(ustus) hoc argentum ivssit fabricari ad confirmatione(m) clavi lancee sancti mavricii + sanctvs mavricivs » : « Clou + Henri par la Grâce de Dieu Troisième empereur des Romains Auguste a ordonné que soit faite cette bande d'argent pour attacher solidement le Clou et la Lance de Saint Maurice + Saint Maurice ». En 1350, Charles IV a fait mettre une feuille d'or par-dessus la feuille d’argent avec l’inscription suivante « lancea et clavus domini » : « Lance et Clou du Seigneur ».
Une expertise faite au début du XXe siècle a conclu qu’il s’agit d’une lance lombarde du VIIIe ou IXe siècle, ce qui s’accorde bien avec ce qu’en disait Liutprand de Crémone. On suppose qu’il s’agissait à l’origine d’un insigne royal burgonde, lié au culte de saint Maurice, d’où la légende tardive qui voulut que Maurice, soldat romain de la légion thébaine, sous la Tétrarchie, ait utilisé la Sainte Lance de Longin pour combattre.

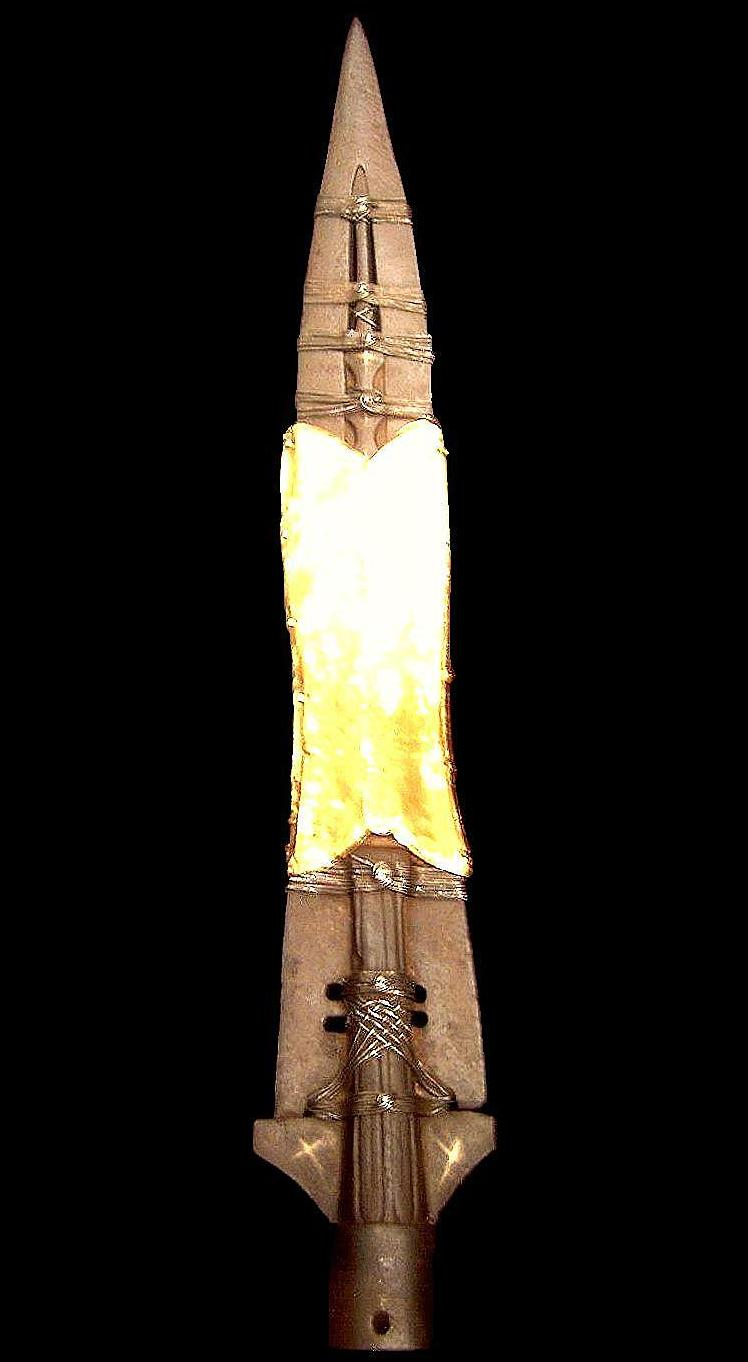
Lance de Longinus (La Sainte Lance du trésor des Habsbourg à Vienne).
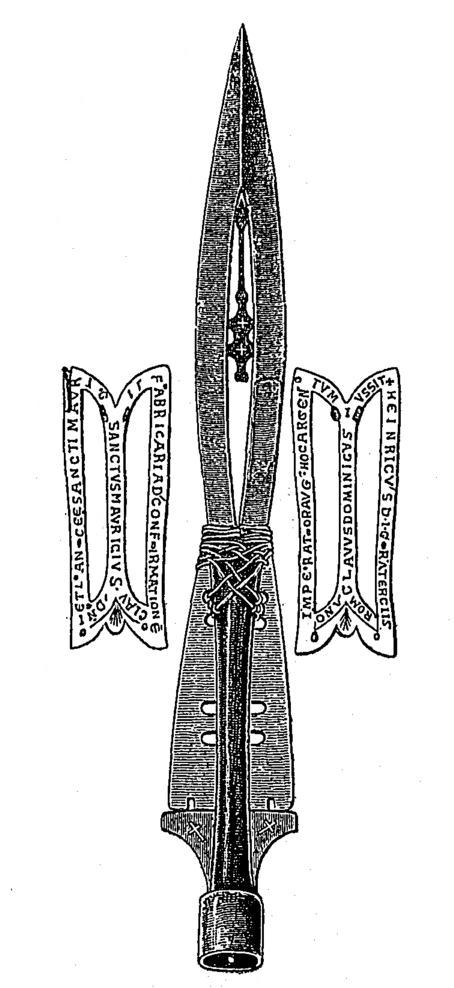
Dessin de la Sainte Lance du trésor des Habsbourg d’après F. de Mély, 1904.
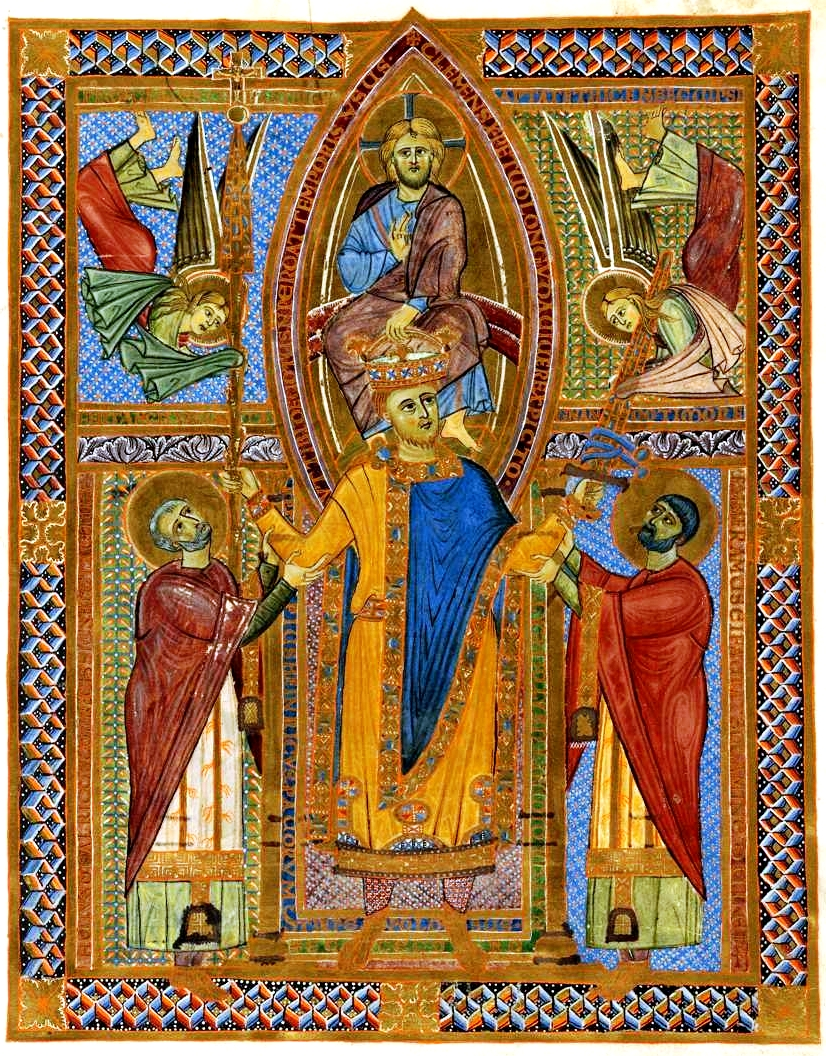
Sacre de l’empereur Henri II, tenant dans la main gauche l’épée de l'Empire (Reichsschwert) et dans la main droite la Sainte Lance. Sacramentaire d'Henri II (1002-1014), Munich, Staatsbibliotek.
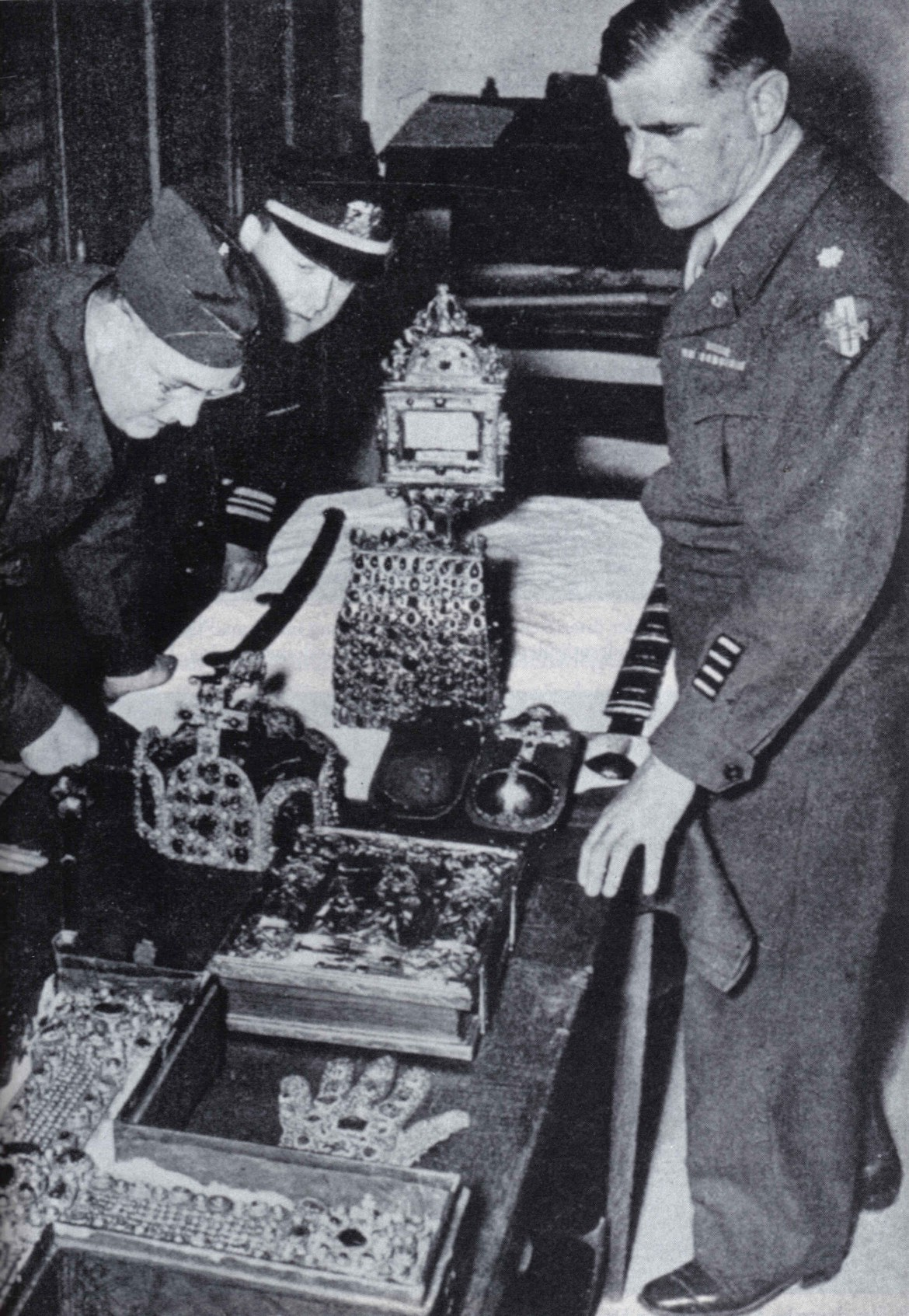
Les Reichskleinodien ramenés à Vienne par les Américains, en janvier 1946.
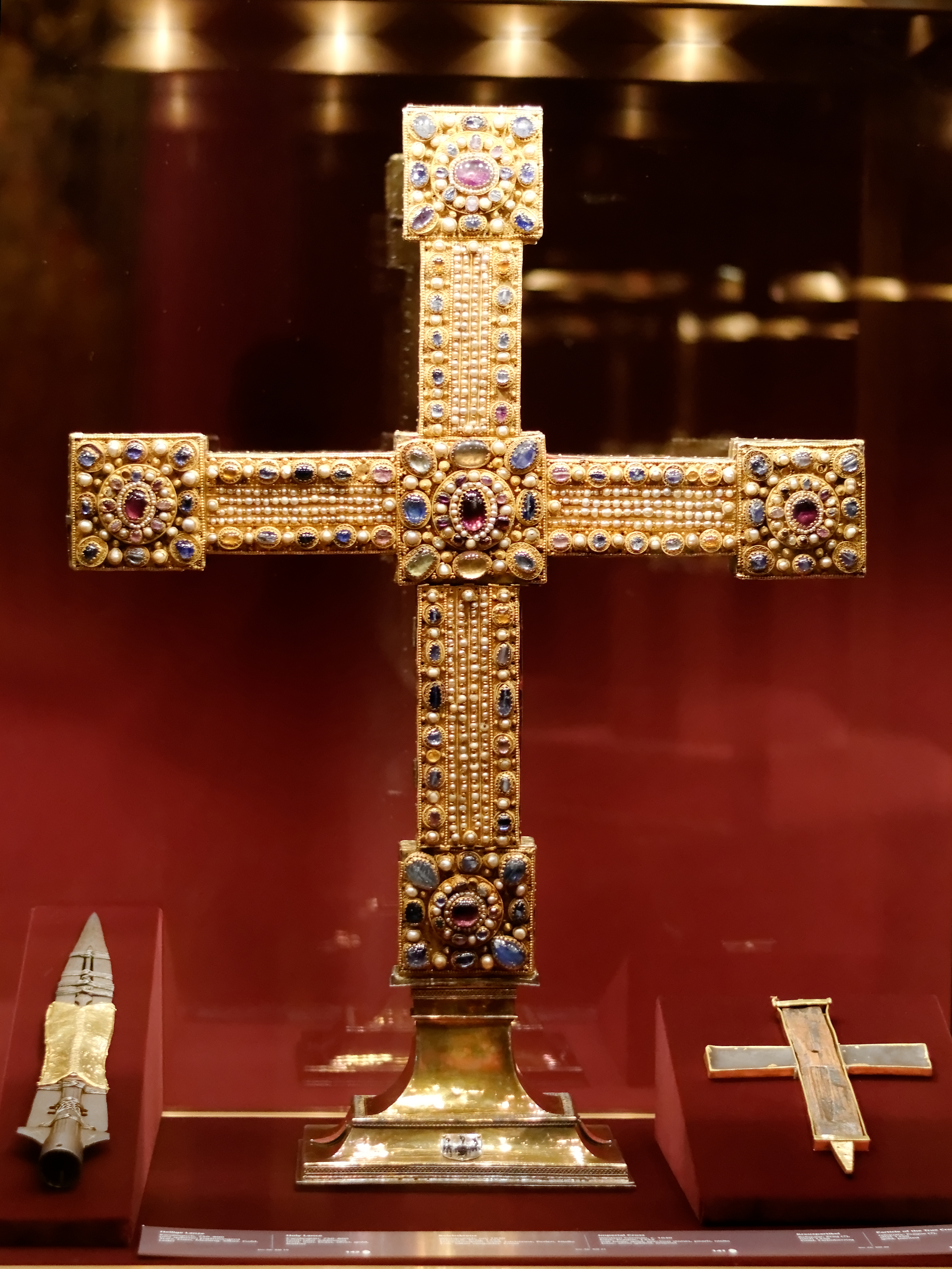
Sainte Lance, crucifix de l'Empire et reliquaire en or de Conrad en forme de croix gemmée qui abritait cette lance.

En 2003, pour la réalisation d'un documentaire, une autre expertise a été réalisée, par le Docteur Robert Feather, ingénieur métallurgiste britannique, qui a reçu du Musée de la Hofburg, l'autorisation d'examiner, non seulement la lance dans un environnement de laboratoire, mais de retirer les délicates bandes d'or de l'étui et les fils d'argent qui recouvrent la lance. L'expertise a été réalisée au moyen de la technique de la spectrométrie de fluorescence X. La date la plus probable de la fabrication du fer de lance se situerait autour du VIIe siècle apr. J.-C., (un siècle plus tôt que l'estimation précédente). Le Dr Feather a déclaré que la tige de fer de sept pouces de longueur (prétendue être un clou de la Crucifixion), martelée dans la lame, et mise en valeur par de minuscules croix en laiton, contenait du cobalt mais ne pouvait pas être d'origine romaine. En février 2004, le musée de la Hofburg fait réaliser des analyses et expertises complémentaires, permettant notamment de préciser que la pointe de la lance, qui fait une longueur totale de 510 mm pour un poids de 970 g, a une forme de feuille de saule, à l'extrémité d'une douille allongée de section ronde accostée par deux ailettes triangulaires. La lame carolingienne a été perforée pour insérer une tige métallique, ce qui l'a fragilisée si bien, qu'elle s'est brisée au milieu de sa longueur et a alors été protégée par trois gaines successives en fer, en argent et en or.

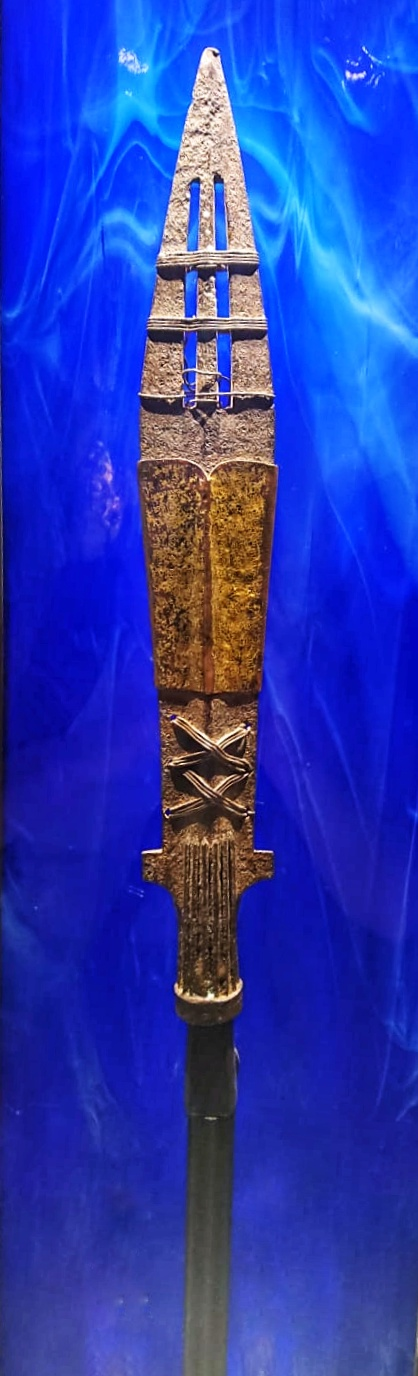
Sainte Lance de Cracovie, Trésor de la cathédrale du Wawel.

### La Sainte Lance de Cracovie (Pologne)
Une autre Sainte Lance est attestée à Cracovie : il s'agirait d'une copie réalisée sous l’empereur Henri II, dans laquelle on a incorporé un fragment de l’original. Considérée comme le premier insigne du pouvoir royal polonais, cette réplique de la lance, accompagnée d'un fragment du clou de la Crucifixion, a été offerte au roi de Pologne Boleslas Ier, lors du synode de Gniezno (7 au 15 mars 1000) par l'empereur Otton III. Après 1031, la lance, avec les autres insignes royaux polonais, a été rendue à l'empereur Conrad II. Restituée dans la seconde moitié du XIe siècle au roi de Pologne Casimir Ier le Restaurateur, elle a été placée dans la cathédrale de Wawel (château royal de Cracovie) en tant que relique. D'abord accrochée près de l'autel principal, au-dessus du trône des archevêques de Cracovie, elle a été avec le temps enfermée à la salle du trésor de la cathédrale royale de Wawel, qu'elle ne quittait plus que lors de fêtes importantes. De nos jours, seule la lance se trouve toujours dans la salle du trésor de la cathédrale de Wawel. Quant au reliquaire contenant le fragment du clou de la Crucifixion qui accompagnait la lance, en 1669, il a été emporté à Paris par le roi de Pologne Jean II Casimir Vasa où, en 1793, il sera détruit par les révolutionnaires lors de la mise à sac de l'abbaye de Saint-Germain-des-Prés.
Une copie analogue a été réalisée pour le roi de Hongrie, mais a disparu au Moyen Âge.

## Un instrument rituel des chrétiens d'Orient
Le terme « sainte lance » désignait dans le christianisme primitif (et aujourd’hui encore chez les chrétiens orthodoxes) le couteau liturgique qui permettait de rompre le pain durant l’Eucharistie, renouvelant symboliquement sur le pain devenu corps du Christ la blessure infligée par Longin lors de la Crucifixion.

## Dans les arts et la culture

### Littérature

#### Ouvrages anciens
Dans la Chanson de Roland, il est dit que la pointe de la Sainte Lance est enchâssée dans le pommeau de Joyeuse, l’épée de Charlemagne. On tire argument de ce passage pour dater ce poème de 1100, au moment où la découverte de Pierre Barthélémy à Antioche faisait grand bruit en Europe.
Dans le courant du XIIe siècle apparaît une « lance sanglante » dans le roman mystique de Chrétien de Troyes Perceval ou le Conte du Graal. Bien sûr on pense à la lance de Longin (et Chrétien de Troyes ne pouvait l’ignorer), mais nulle part il n’est dit que ce soit celle-là. Cette lance, élément secondaire chez Chrétien de Troyes, prend une importance plus grande dans la version allemande, le Parzival de Wolfram d'Eschenbach. Au XIXe siècle, elle devient un élément central de la version lyrique de Richard Wagner, Parsifal.

#### Littérature contemporaine
Quant à la Sainte Lance du Saint-Empire, elle a suscité toute une littérature anglo-saxonne plus ou moins fantastique. Le Général George Patton (qui a peut-être vu la Lance en 1945) avait écrit un poème (Through a glass, darkly) dans lequel il disait avoir été Longin dans une vie antérieure. Mais c’est Trevor Ravenscroft qui, dans son livre La Lance du Destin (The Spear of Destiny) paru en 1973, fait de cette Lance de Vienne un objet quasi-magique auquel les nazis attribuaient des pouvoirs surnaturels. L’influence de ce livre fut grande aux États-Unis : beaucoup d’autres romans, essais ou films ont développé ce thème des nazis chasseurs de reliques, dont on trouve l’écho dans la série des Indiana Jones de Steven Spielberg ainsi que dans le livre « le livre de la croix » de Glenn Cooper. C’est ainsi que la culture populaire, américaine à l’origine, s’est emparée de la lance du Saint-Empire, le plus souvent sous le nom de « Lance du Destin » emprunté à Trevor Ravenscroft et plus acceptable par le public de culture protestante. On ne compte plus les films, téléfilms, dessins animés, mangas, bandes dessinées, jeux de rôle, voire groupes de rock gothique qui y font allusion. L’un des thèmes les plus fréquents est que les nazis n’avaient laissé à Nuremberg qu’une copie, et ont dans leur fuite caché la vraie quelque part en Amérique du Sud ou dans l’Antarctique, ou encore que les Américains ont bien récupéré la vraie mais n’en ont rendu qu’une copie aux Autrichiens, gardant la vraie quelque part aux États-Unis. L'auteur de romans d'horreurs James Herbert la place au centre de son intrigue dans le roman La Lance.

#### Bande dessinée
La lance de Longinus est le thème central de la série Le Gardien de la Lance (collection La Loge noire, Glénat), qui la présente comme une pièce d'un puzzle dont la reconstitution conférerait un pouvoir illimité. Malheureusement, celle qui se trouve au musée du Hofburg à Vienne est une copie. Dans Sur la terre comme au ciel (traduction des comics Light Brigade #1-4, Soleil Productions), Longinus a survécu jusqu'au XXe siècle pour racheter sa faute et tente de préserver un artefact appelé l’Épée de Dieu de la convoitise d'un Grigori. Il est également fait référence à la lance mythique dans les tomes 7 et 8 de Wayne Shelton : La Lance de Longinus et La Nuit des aigles (Dargaud).
La lance de Longinus apparaît comme la source du pouvoir du Tyran de Midnight Cross dans la première aventure publiée de Mic Mac Adam par Benn et Desberg.
La « Lance du Destin » est également l'arme emblématique du personnage de la Magdalena publié par Image Comics. Cette héroïne, créée en 1998, est réputée héritière de la lignée née de l'union de Jésus et Marie-Madeleine (l'hypothèse de cette union a notamment été reprise dans Da Vinci Code quelques années après). Les filles issues de cette lignée sont élevées dans un couvent, sous l'autorité d'un concile de cardinaux du Saint-Siège, afin d'être prêtes à embrasser leur destinée. À sa mort, chaque Magdalena est donc remplacée par une autre et entre en possession de la Lance.
La lance de Longinus est aussi au cœur de la bande dessinée Sherlock Holmes et le mystère du Haut-Koenigsbourg, de Seiter et Manunta (Le Verger éditeur), d'après le roman de Jacques Fortier. L'énigme sera dévoilée par le célèbre détective.
La lance d'Antioche est évoquée en outre dans la deuxième aventure de Flamme d'Argent, héros de Paul Cuvelier et Greg (éditions du Lombard), Le Croisé sans nom (1962), dont une partie de l'action se passe précisément dans cette ville en 1098. La légende des Croisés retrouvant courage grâce à sa découverte y est reprise telle quelle.
Elle est également mentionnée dans le manga Hellsing de Kōta Hirano. Elle ferait partie des nombreuses reliques conservées par une section du Vatican.
On évoque enfin la lance de Longinus dans le tome 9 de La Rose écarlate de Patricia Lyfoung.

### Filmographie

#### Cinéma
- 2004 : 
  - Les Aventures de Flynn Carson : Le Mystère de la lance sacrée (The Librarian: Quest for the Spear) : téléfilm américain réalisé par Peter Winther. Flynn Carson, universitaire multi-diplômé et engagé comme conservateur dans une mystérieuse bibliothèque de New York collectant les objets magiques, doit récupérer les trois fragments de la Lance, également convoités par la maléfique Confrérie du Serpent.
  - Hellboy : film de Guillermo del Toro. Elle est en possession du BPRD. Le Professor Broom explique que la Lance fut en possession de Hitler durant la Seconde Guerre mondiale.
- 2005 : Constantine : film américain réalisé par Francis Lawrence et basé sur la bande dessinée Hellblazer racontant les mésaventures de John Constantine. La Lance est l'instrument convoité pour provoquer de graves perturbations de l'équilibre entre bien et mal parmi les hommes. Elle est censée être l'instrument qui permettra au fils de Satan de venir sur Terre.
- 2023 : Indiana Jones et le Cadran de la Destinée, le film s’ouvre au moment de la chute du IIIe Reich, où Indiana Jones et un de ses collègues tentent de récupérer la lance alors que les Nazis emportent leurs trésors de guerre. La lance y apparaît comme une des pièces maîtresses, mais il est rapidement révélé qu’il s’agit d’une copie, le héros s’en servant alors pour empêcher l’ouverture d’une porte.

#### Télévision

##### Téléfilm
- 2010 : À la poursuite de la lance sacrée de Florian Baxmeyer. Deux archéologues tentent de retrouver la lance, cachée par Goethe depuis l'époque napoléonienne.

##### Série
- 1995 : Neon Genesis Evangelion de Hideaki Anno. La lance transperce Lilith. Son usage sur Adam provoque le second impact. L'Eva-00 utilisera la lance pour détruire le 15e ange, normalement hors d'atteinte en orbite. C'est la seule arme capable de percer un AT field.
- 2005 : Je suis légion 79e épisode de la saison 5 de la La Ligue des Justiciers, les vilains tentent de dérober la Lance tout au long de l'épisode.
- 2016 : Legends of Tomorrow, dans la deuxième saison, des criminels poursuivis par les protagonistes veulent se servir de la lance pour réécrire la réalité et rendre leurs vies plus agréables. Comme ils sont tous les trois des criminels de la pire espèce et des meurtriers, ils ont dû faire face à la justice à de nombreuses reprises et ont vu leur vies et leurs relations avec leurs proches se dégrader.
- 2021 : Les Carnets de Max Liebermann, La lance est au cœur d'une enquête criminelle dans un monastère de Leopoldstadt[19].